# Parque Nacional do Iona
Parque Nacional do Iona är en nationalpark i Angola.   Den ligger i provinsen Namibe, i den sydvästra delen av landet, 900 kilometer söder om huvudstaden Luanda. Parque Nacional do Iona ligger 403 meter över havet. Arean är 15,2 kvadratkilometer.
Terrängen runt Parque Nacional do Iona är platt åt sydväst, men åt nordost är den kuperad. Terrängen runt Parque Nacional do Iona sluttar västerut. Runt Parque Nacional do Iona är det mycket glesbefolkat, med 2 invånare per kvadratkilometer..
Trakten runt Parque Nacional do Iona är ofruktbar med lite eller ingen växtlighet.